# Cedusa insularis
Cedusa insularis är en insektsart som beskrevs av Flynn och Kramer 1983. Cedusa insularis ingår i släktet Cedusa och familjen Derbidae. Inga underarter finns listade i Catalogue of Life.